# Южноукраинский национальный педагогический университет имени К. Д. Ушинского
Южноукраинский национальный педагогический университет имени К. Д. Ушинского (укр. Південноукраїнський національний педагогічний університет імені К. Д.  Ушинського) — высшее учебное заведение, расположенное в Одессе, являющееся одним из старейших учебных заведений Украины.

## История
Профессиональная подготовка работников образования в Одессе началась с создания  в мае 1817 года педагогического института при Ришельевском лицее  на 24 учащихся, задачей которого поначалу была подготовка воспитателей для самого лицея, а потом  — учителей для начальных школ. Руководителями педагогического института были директоры и исполняющие обязанности директора лицея: аббат Шарль Доминик Николь, Реми Акинфиевич Жилле, Иосиф Михайлович Флуки, Йозеф Алоиз фон Гейнлет, Иван Иванович Дудрович,  Иван Семенович Орлай, Иван Иванович Винтер, Николай Иванович Синицын. Педагогический институт просуществовал до начала 1837 года..
С целью подготовки педагогических кадров в 1920 году на базе педагогического (учительского) института, решение об открытии которого было принято в 1919 году, но не осуществлено, был создан Одесский институт народного образования (ОИНО). В 1930 году ОИНО был реорганизован в три самостоятельных учебных заведения: Одесский институт социального воспитания, Одесский институт профессионального образования, Одесский физико-химико-математический институт.
В 1933 году Одесский институт социального воспитания и основная часть Одесского института профессионального образования были объединены в Одесский педагогический институт, в котором продолжали работать  еврейский, немецкий, а позднее и болгарский секторы. В 1934 году на базе немецкого сектора Одесского педагогического института был образован единственный в Украине Одесский немецкий педагогический институт, который просуществовал до 1938 года (был преобразован в Одесский педагогический институт иностранных языков). В 1941—1944 годах институт — единственный педагогический вуз Украины работал в эвакуации и подготовил более 100 педагогов.
За выдающиеся заслуги в подготовке педагогических кадров в 1945 году Постановлением Правительства Украинской ССР институту было присвоено имя учёного-педагога — Константина Дмитриевича Ушинского, а в 1970 году вуз награждён Почётной грамотой Президиума Верховного Совета Украинской ССР.
29 сентября 1994 года Постановлением Кабинета Министров Украины на базе Одесского государственного педагогического института имени К. Д. Ушинского создан Южноукраинский государственный педагогический университет имени К. Д. Ушинского, который первым из педагогических вузов Украины был принят 2 октября 1996 года в Ассоциацию Европейских Университетов (CRE).
В 2005 году университет внесён в Государственный реестр научных учреждений, которым предоставляется поддержка государства, а в 2006 году университет получил членство в Восточноевропейской ассоциации университетов (EEUN).
По рейтингу Министерства образования и науки Украины университет входит в тройку лидеров среди высших учебных заведений Украины педагогического и гуманитарного профиля. За годы существования в его стенах прошли подготовку и повысили квалификацию около 100 тысяч специалистов разных специальностей, из которых более 2000 стали заслуженными деятелями в различных областях науки, культуры, образовательной деятельности и спорта, а также отличниками образования Украины.
В 2009 году университету присвоен статус национального указом Президента Украины Виктора Ющенко.

## Современное состояние
Университет аккредитован в полном объёме по IV уровню аккредитации и осуществляет подготовку педагогических работников по многоступенчатой системе бакалавр, магистр.
С 1 декабря 2021 года ректором является доктор исторических наук, профессор Красножон А. В.
Основной целью университета является подготовка квалифицированных специалистов для обеспечения системы образования Южного региона учителями, воспитателями, психологами и т. д.
С университетом структурно и методически связаны: Одесский педагогический колледж; Белгород-Днестровское педагогическое училище; Балтское педагогическое училище; Одесский профессиональный лицей сферы услуг, Балтский и Кременчугский учебно-консультационные центры, более 40 гимназий, школ, дошкольных учреждений региона.
Университет осуществляет подготовку специалистов по 10 направлениям и 18 специальностям.
Университет аккредитован и решением Коллегии Министерства образования и науки Украины внесен в Государственный реестр учебных заведений Украины с лицензией на право образовательной деятельности по IV уровню аккредитации.

## Корпуса и кампуса
В начале ул. Старопортофранковской (д. 2/4) в 90-х годах XIX в. находился комплекс помещений бывшего Народного училища, Юбилейной столовой, Дневного детского приюта, построенных по проекту архитектора Юрия Дмитренко (1890-е гг.), в которых сейчас расположился художественно-графический факультет университета.
Памятником архитектуры первой половины XX в. является также здание общежития № 1 университета, построенное по проекту архитекторов Фёдора Троупянского, Н. М. Каневского, М. А. Каца в 1937—1939 гг.
Главный корпус университета занимает здание по ул. Старопортофранковская, 26, в котором находится ректорат и физико-математический факультет. Здание главного корпуса было построено в 1896 году архитектором Демосфеном Мазировым. В то время здесь размещалась Вторая мужская гимназия. В этом здании учились: выдающийся ученый, академик, Герой Советского Союза Отто Шмидт (1901—1907 гг.), известный украинский поэт Степан Олейник (1929—1933 гг.), украинский поэт и журналист Д. П. Надеин (учился в 1929—1933 гг. и работал до 1941 г.), военный деятель и писатель, Герой Социалистического Труда, генерал армии Семён Цвигун. На фасаде главного корпуса университета установлена памятная доска его выпускникам — Героям Советского Союза — Анатолию Коваленко, Владимиру Моргуненко, Василию Мусину. На втором этаже главного корпуса раньше находилась Николаевская церковь, которая была встроена в здание Второй мужской гимназии и освящена 28 сентября 1889 года. В середине XX века в здании главного корпуса университета был достроен третий этаж.
Университетский академический городок «Фонтанский», расположенный по ул. Фонтанская дорога, 4, включает территорию и здания института физической культуры, спорта и реабилитации, факультета музыкального и хореографического образования, социально-гуманитарного факультета, факультета начального образования, а также отделения переподготовки кадров факультета последипломного образования и работы с иностранными гражданами. Указанные учебно-научные подразделения университета расположены в помещениях зданий бывшего Сергиевского артиллерийского юнкерского училища, возведенных после 1913 года под руководством военного инженера Павла Кошлича. На территории академгородка находится памятник доблести русских воинов — металлическая ограда, изготовленная из стволов батарейных орудий, участвовавших в Русско-турецкой войне 1877—1878 гг., отлитых на Обуховском заводе в Санкт-Петербурге (архитектор Борис Эдуардс, 1914 г.).
Факультет дошкольной педагогики и психологии, институт последипломного образования и сертификации и работы с иностранными гражданами университета сегодня занимают помещения здания по ул. Нищинского, 1, а именно построенной ранее Свято-Александровской церкви при Институте Благородных девиц, первый камень в фундамент которой был заложен императрицей Александрой Федоровной в 1828 году.

## Институты и факультеты
- Учебно-научный институт естественно-математических наук, информатики и менеджмента;
- Институт физической культуры, спорта и реабилитации;
- Художественно-графический факультет;
- Факультет музыкального и хореографического образования;
- Факультет иностранных языков;
- Историко-филологический факультет;
- Факультет начального образования;
- Факультет дошкольной педагогики и психологии;
- Социально-гуманитарный факультет;
- Институт последипломного образования и сертификации.

## Руководители
- Волков, Роман Михайлович — ректор Одесского института народного образования (1920—1923)
- Самулевич, Павел Александрович — ректор Одесского института народного образования (1923—1925)[8]
- Хаит, Израиль Абрамович — ректор Одесского института народного образования (1925—1926)
- Елин, Владимир Леонтьевич — и. о. ректора Одесского института народного образования (1926)
- Внуков, Тихон Митрофанович — ректор Одесского института народного образования (1926—1930)
- Клочко, Арсений Парфентьевич — ректор Одесского института народного образования (1930), директор Одесского института социального воспитания (1930—1933)
- Трачевский, Игнат Митрофанович — директор Одесского педагогического института (1933—1935)
- Койнаш, Петр Михайлович — директор Одесского педагогического института (1935—1936)
- Путников, Иван Михайлович — и. о. директора Одесского педагогического института (1937)
- Лунёнок, Арсений Онуфриевич — директор Одесского педагогического института (1937—1938)
- Рощин Андрей Дмитриевич  — и. о. директора Одесского педагогического института (1938)
- Власенко, Иван Александрович — директор Одесского государственного педагогического института (1938—1941)
- Путников, Иван Михайлович — директор Одесского государственного педагогического института (1941—1945)
- Власенко, Иван Александрович — директор /ректор Одесского государственного педагогического института имени К. Д. Ушинского (1945—1964)
- Симоненко, Михаил Кондратьевич — ректор Одесского государственного педагогического института имени К. Д. Ушинского (1964—1976)
- Захарченко, Игорь Григорьевич — и. о. ректора Одесского государственного педагогического института имени К. Д. Ушинского (1976—1977)
- Петрович, Виктор Бранкович — ректор Одесского государственного педагогического института имени К. Д. Ушинского (1977—1984)
- Орищенко, Владимир Григорьевич — ректор Одесского государственного педагогического института имени К. Д. Ушинского (1984—1994) / Южноукраинского государственного педагогического университета имени К. Д. Ушинского (1994—2003)
- Чебыкин, Алексей Яковлевич — ректор Южноукраинского государственного педагогического университета имени К. Д. Ушинского (2003—2009) / Южноукраинского национального педагогического университета имени К. Д. Ушинского (2009—2021)
- Красножон, Андрей Васильевич — ректор Южноукраинского национального педагогического университета имени К. Д. Ушинского (с 2021).

## Преподаватели
- Аксентьев, Борис Николаевич — биолог
- Аксентьев, Георгий Николаевич — географ
- Аров, Дамир Зямович — математик
- Бернштейн, Самуил Борисович — филолог
- Гантмахер, Феликс Рувимович — математик
- Горбачев, Евгений Георгиевич — педагог, тренер
- Добролюбский, Андрей Олегович — историк
- Дроздовский, Владимир Петрович — филолог
- Михалёв, Юрий Алексеевич — биолог
- Покрытан, Анатолий Карпович — экономист
- Потапов Петр Осипович  — филолог
- Розенталь, Николай Николаевич — историк
- Толстых, Валентин Иванович — философ
- Тронский, Иосиф Моисеевич — филолог

## Выпускники
- Ганевич, Иван Васильевич — историк
- Горовой, Федор Семенович — историк
- Звездочётова, Лариса Юрьевна — российская художница
- Лозовский, Сергей Владимирович – заслуженный художник Украины
- Николаев, Валентин Алексеевич  — заслуженный тренер СССР по фигурному катанию
- Палтышев, Николай Николаевич — народный учитель СССР
- Петренко, Виктор Васильевич — фигурист, Олимпийский чемпион
- Петренко Сергей Владимирович — гребец, Олимпийский чемпион
- Рябченко, Василий Сергеевич — украинский художник.
- Ремишевский, Виктор Брониславович — российский художник
- Савчук Николай Афанасьевич — биолог, член-корреспондент АН УССР
- Ханонкин Александр Аркадьевич — физик
- Шайкевич Борис Александрович — литературовед, театровед

### Выпускники, удостоенные звания Героя
- Коваленко, Анатолий Яковлевич  — Герой Советского Союза
- Литвак, Борис Давидович — Герой Украины
- Моргуненко, Владимир Степанович — Герой Советского Союза
- Мусин, Василий Петрович — Герой Советского Союза
- Цвигун, Семён Кузьмич — Герой Социалистического Труда
- Чернобаева, Мария Филипповна — Герой Социалистического Труда
- Ширшов, Петр Петрович — Герой Советского Союза

## Почётные доктора
- Кремень Василий Григорьевич — доктор философских наук, профессор.
- Андрущенко Виктор Петрович — доктор философских наук, профессор.
- Амонашвили Шалва Александрович — доктор психологии, профессор.
- Бедный Григорий — доктор психологических наук. [9].
- Карвовский Вальдемар — доктор психологических наук, профессор.
- Токак Харун — писатель, известный общественный деятель, сопредседатель Платформы «Диалог Евразии».

## Награды
- Почетная Грамота Президиума Верховного Совета Украинской ССР.
- Почетная грамота Кабинета Министров Украины.
- Грамота Верховного Совета Украины.

## Репутация
По данным наукометрической базы SCOPUS (от 25.04.2023), Южноукраинский национальный педагогический университет имени К. Д. Ушинского занимает 76 место среди 204 вузов Украины. По рейтингу вузов «Топ-200 Украина 2023» от Центра международных проектов «Євроосвіта», Южноукраинский национальный педагогический университет имени К. Д. Ушинского занимает 92 место. За консолидированным рейтингом вузов Украины 2023 года от образовательного портала «Освіта.ua», университет занимает 91-92 место, а также 7 место из 10 среди лучших педагогических вузов Украины.